# コロッケ!2 闇のバンクとバン女王
『コロッケ!2 闇のバンクとバン女王』（コロッケ2 やみのバンクとバンクイーン）とは、2003年7月17日にコナミから発売されたゲームボーイアドバンス用の対戦型格闘ゲームである。

## 概要
『月刊コロコロコミック』で連載されていた漫画『コロッケ!』のGBA版ゲーム第2弾。前作『コロッケ! 禁断の禁貨ボックス!』と異なり、本作品はオリジナルのストーリーを展開。オリジナルのキャラクターも登場する。

## ストーリー
北の果てにある巨大な雪山に、大量の禁貨が隠されているという噂が流れ、多数のバンカーたちが極寒の地に集まろうとしていた。父親を生き返らせるために禁貨を集めるコロッケもウスターと共に極寒の地を訪れるも、突如現れた謎のバンカー、バジルに敗北しウスターとメンチを誘拐されてしまう。これをきっかけにコロッケたちはバン女王の復活を目論む悪党、シシカバブーの一味との戦いに巻き込まれる。

## ゲームモード
ストーリーモード
本作品のメインとなるモード。
たいせんモード
友達、CPUと対戦するモード。
トーナメントモード
CPUとトーナメント形式で対戦するモード。

## システムの変更点
- 今作からキャラクターボイスが追加された。
- バトルは3人1組でチームを組み、一人ずつ順番に戦う。次回作からは廃止され、2VS2のタッグバトルとなる。
- 育成要素が追加され、敵と戦い、強くなるにつれてライフゲージ、パワー、ガードが伸びるようになり使用できる必殺技も増えてくる。また、ステータスを攻撃、防御寄りどちらにするかを選べるようになった。
- フィールド上にトラップを設置できるようになった。
- 各キャラクターにバンカーランクが設定され、フィールド上の立ち回りによって変化する。高いほど移動、HP回復速度が上がり、トラップの扱いが上手くなる。

## カスタマイズ
本作品のみ、キャラクターのカスタマイズシステムが存在する。
バランス
ステータスのバランスをパワー、ガード寄りのいずれかに設定できる。
ひっさつ
HPが残り少ない時、超必殺技とオーバードライブのどちらかを使うかを決める。前者はTGを4消費する強力な必殺技で、後者は一定時間必殺技が使いたい放題かつHPが0になっても動けるが、時間が切れるとTGそのものが消滅し、そのバトルで必殺技が使えなくなる。
ブーストタイム
バトル中、一時的にステータスが強化されるタイミングを調整する。
ぞくせい
キャラクターの属性を変更する。属性は4つあり、熱血<冷静<笑い<悪<熱血の相性を持つ。相性が良いと与えるダメージが上がる。

## 登場人物
詳細はコロッケ!#登場キャラクターを参照。
コロッケ
本作品の主人公。北の大地を訪れたところ、突如バジルに襲われ、メンチを奪われてしまう。
ウスター
コロッケと二人旅の途中、バジルに誘拐され、洗脳される。北の雪原で勝利すると仲間になる。
プリンプリン
ウスター同様シシカバブーの一味に洗脳される。北の雪原で勝利すると仲間になる。
リゾット
北の雪原で再会するが、この時点では仲間にならない。名も無き雪山クリア後に合流し、仲間になる。
フォンドヴォー
シシカバブーとの戦いで重傷を負うが、闇のバンクを破壊して欠片を所持している。名も無き雪山の小屋で介抱されている。
T-ボーン
氷の渓谷で眠っていたところで仲間になる。
キャベツ
ウスターが誘拐される前に洗脳を受けており、北の雪原で戦うがこの時点では洗脳は解けない。氷の渓谷で勝利すれば洗脳が解けて仲間になる。
ポー
テトの姉。テト、タロと共にブルーベリー村を訪れる。
アブラミー
北の大地に隠された禁貨を手に入れるため、コロッケを利用する形で仲間になる。
クシカツ
北の雪原で勝利すると仲間になる忍者バンカー。バジルの正体について思い当たる点があるらしい。真のエンディングに関わる。
アンチョビ
コロッケの父、バーグを殺した張本人。兄のカラスミを生き返らせるために北の大地の禁貨を狙い、暗がりの洞窟でプリンプリンと出会い、彼を下僕とする。その後、コロッケと一時的に手を組む。本作品の戦闘では黒マントの男の姿で戦い、必殺技「究極変身」で究極体に変身して戦う。
タンタンメン
四獣士の一人。アンチョビ同様、主であるカラスミを生き返らせようとしている。ゲームオリジナルキャラクターのバジルを除くと唯一コロッケたちの仲間にならない。
タロ
ポー、テトの祖父。2周目から登場。真のエンディングに関わる。名の無き雪山では最強の力を求めるバジルを説得する。

### その他
テト
タロの孫で、ポーの妹。真エンディングではパパイアに洗脳され、バン女王の肉体となる願いを叶えさせられそうになる。
スージー・ニック
アブラミーの子分。戦闘には参戦しない。
ピロシキ、モッツァレラ
四獣士の一人。本作品では戦闘に参加しない。
ツクネ
クシカツの弟子。トラップ屋を経営しており、禁貨と引き換えにアイテムの売買、トラップの合成を担当する。
ピータン
名も無き雪山で、バジルが逃走する際に乗った巨大な鳥。ルートによっては絶海の孤島に行くコロッケ一行を乗せた飛行船を襲撃する。

### オリジナルキャラクター
詳細はコロッケ!#ゲームオリジナルキャラクターを参照。
バジル
パパイア
テキーラ
シシカバブー
バン女王

## 地名
ブルーベリー村
本作品の舞台である極寒の地にある村。女性は皆、シシカバブーの一味にさらわれた。
北の雪原
村の北に広がる雪原。ウスターとメンチを取り戻すために訪れる。
氷の渓谷
足元が氷で滑る渓谷。
暗がりの洞窟
辺り一面真っ暗な洞窟。パパイアが大量の禁貨を隠し持っている。
名も無き雪山
はるか東に存在する雪山。バジルを追い詰めるべく訪れる。
絶海の孤島
名も無き雪山からはるか東の海に浮かぶ孤島。シシカバブーの本拠地の三つの塔が立ち並ぶ。至るところに侵入者を阻む砲台が設置されており、それを破壊しながら進んでいく。
レッドタワー、ブルータワー、イエロータワー
絶海の孤島の中心部にそびえ建つ三つの塔。順番に押して扉を開けるスイッチやワープゾーンなどの仕掛けが存在する。最上階にはシシカバブーが待ち構える。